# Vicente Amorim
Vicente Amorim (Viena, 1966) é um cineasta e produtor brasileiro.
É filho do ex-ministro da Defesa Brasil, Celso Amorim e irmão dos também cineastas, Pedro Amorim e João Gabriel. Sua irmã Anita Amorim trabalha na Organização Internacional do Trabalho. Fez Economia na UFRJ e cursou Cinema na UFF.

## Carreira
Vicente Amorim começou sua carreira no cinema brasileiro como assistente de direção. No final da década de 80 e início de 90 trabalhou com os diretores Cacá Diegues, Murilo Salles, Bruno Barreto e Hector Babenco. Em parceria com o produtor Caíque Ferreira, Vicente foi responsável pela implementação do método norte-americano de assistência de direção no Brasil. Este fato garantiu o início da profissionalização da posição de assistente de direção e foi um dos fatores técnicos importantes que deram força à indústria durante a retomada do cinema brasileiro em meados dos anos 1990.
No final da década de 1990 trabalhou como diretor na Rede Globo de televisão onde dirigiu a série especial A Justiceira, sua estreia na direção.

## Filmografia

### TV
| Ano       | Série                       | Notas |
| --------- | --------------------------- | ----- |
| 1997      | A Justiceira                | Série |
| 2013      | Copa Hotel                  | Série |
| 2013-2015 | As Canalhas                 | Série |
| 2015      | Espinosa - Romance Policial | Série |
| 2020      | A Divisão                   | Série |

### Cinema

#### Direção
| Ano  | Filme/Série          | Notas        |
| ---- | -------------------- | ------------ |
| 2000 | 2000 Nordestes       | Documentário |
| 2003 | O Caminho das Nuvens | Filme        |
| 2008 | Um Homem Bom         | Filme        |
| 2011 | Corações Sujos       | Filme        |
| 2013 | Rio, Eu te Amo       | Filme        |
| 2013 | Irmã Dulce           | Filme        |
| 2017 | Motorrad             | Filme        |
| 2021 | Yakuza Princess      | Filme        |
| 2022 | Duetto               | Filme        |